# سيدي بوبكر الحاج
سيدي بوبكر الحاج هي قرية تقع في الشمال الغربي من المغرب بإقليم القنيطرة. يبلغ عدد سكانها 15.990 نسمة (إحصاء 2004).
يحد القرية شمالاً إقليم العرائش وغرباً جماعة الشوافعة.

## التاريخ
يرجع تاريخ المنطقة إلى أواسط القرن التاني عشر ميلادي حينما استقرت قبيلة الخلط بها بعد نقلهم من بساط تامسنا من طرف المنصور الموحدي.

## الاقتصاد
يعتمد اقتصاد القرية بشكل رئيسي على الفلاحة، فإلى جانب زراعة الحبوب نجد تربية المواشي والدواجن.

## الغطاء النباتي
تتوسط القرية غابة تحتوي بالأساس على أشجار البلوط ونبات الآس أو الريحان بالإضافة إلى أشجار الأوكالبتوس.
لكن بسبب القطع العشوائي وعدم التشجير أصبحت كثافة الغابة قليلة جدا.

## المؤسسات التعليمية
- مجموعة مدارس "سلمان الفارسي"
- مجموعة مدارس "للا غنو"
- اعدادية "أبو العلاء المعري"

## دواوير الجماعة
- سيدي بوبكر الحاج (المركز)
- أولاد عمار زويتين
- أولاد عمران
- أولاد محمد
- أولاد بوحميدة
- أولاد عمار قمقوم
- أولاد شتوان
- أولاد دحان
- المناظرة
- شكران
- بداوة الزاوية
- دكالة
- عرباوة
- المكارزة